# Hänchen (Kolkwitz)

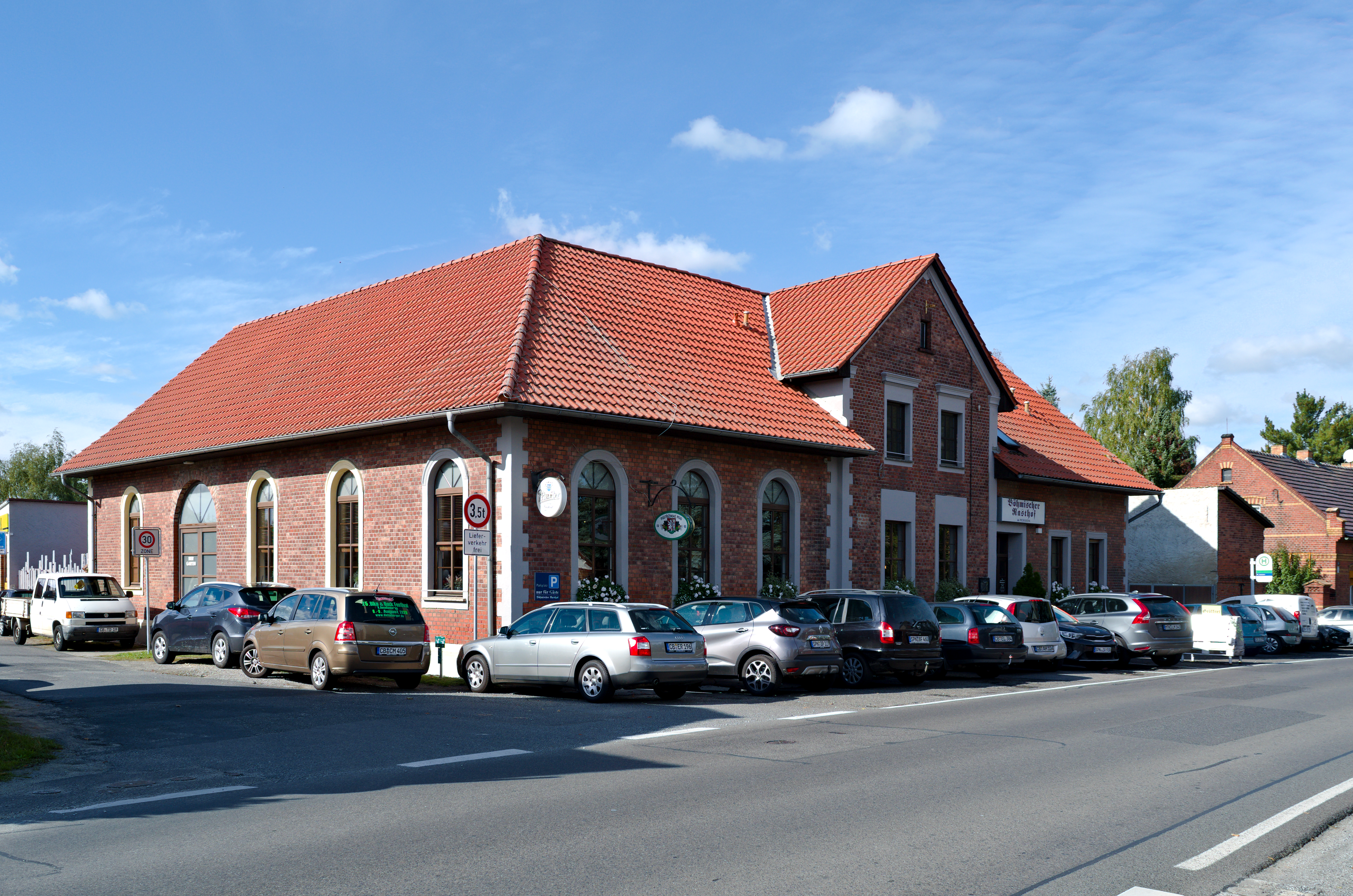
Das Gasthaus „Böhmischer Rasthof“ im Ortskern

Hänchen, niedersorbisch Hajnk, ist ein Ortsteil der Gemeinde Kolkwitz im Landkreis Spree-Neiße in Brandenburg. Bis zur Eingemeindung am 6. Dezember 1993 war Hänchen eine eigenständige Gemeinde.

## Lage
Hänchen liegt in der Niederlausitz, knapp sieben Kilometer südwestlich des Stadtzentrums von Cottbus. Die Gemarkung des Ortsteils grenzt im Nordosten an Ströbitz, im Osten an Klein Gaglow, im Süden an Schorbus mit Klein Oßnig, im Südwesten an Leuthen sowie im Westen und Norden an Kolkwitz. Zum Ortsteil Hänchen gehören neben dem Dorfkern noch die Wohnplätze Alte Siedlung, Neue Siedlung und Annahof. Die Ausbausiedlungen von Hänchen bilden mit Klein Gaglow eine teilweise zusammenhängende Siedlungsfläche. Hänchen gehört zum amtlichen Siedlungsgebiet der Sorben/Wenden in Brandenburg.
Der Hänchener Ortskern liegt an der Landesstraße 50 zwischen Kolkwitz und Klein Gaglow, die Ausbausiedlungen liegen an der Bundesstraße 169 zwischen Cottbus und Senftenberg. Unmittelbar südlich von Hänchen liegt die Bundesautobahn 15, deren Anschlussstelle Cottbus-West ist zweieinhalb Kilometer entfernt. Zwischen Hänchen und Annahof bzw. zwischen der Neuen und der Alten Siedlung liegt die Bahnstrecke Großenhain–Cottbus.

## Geschichte

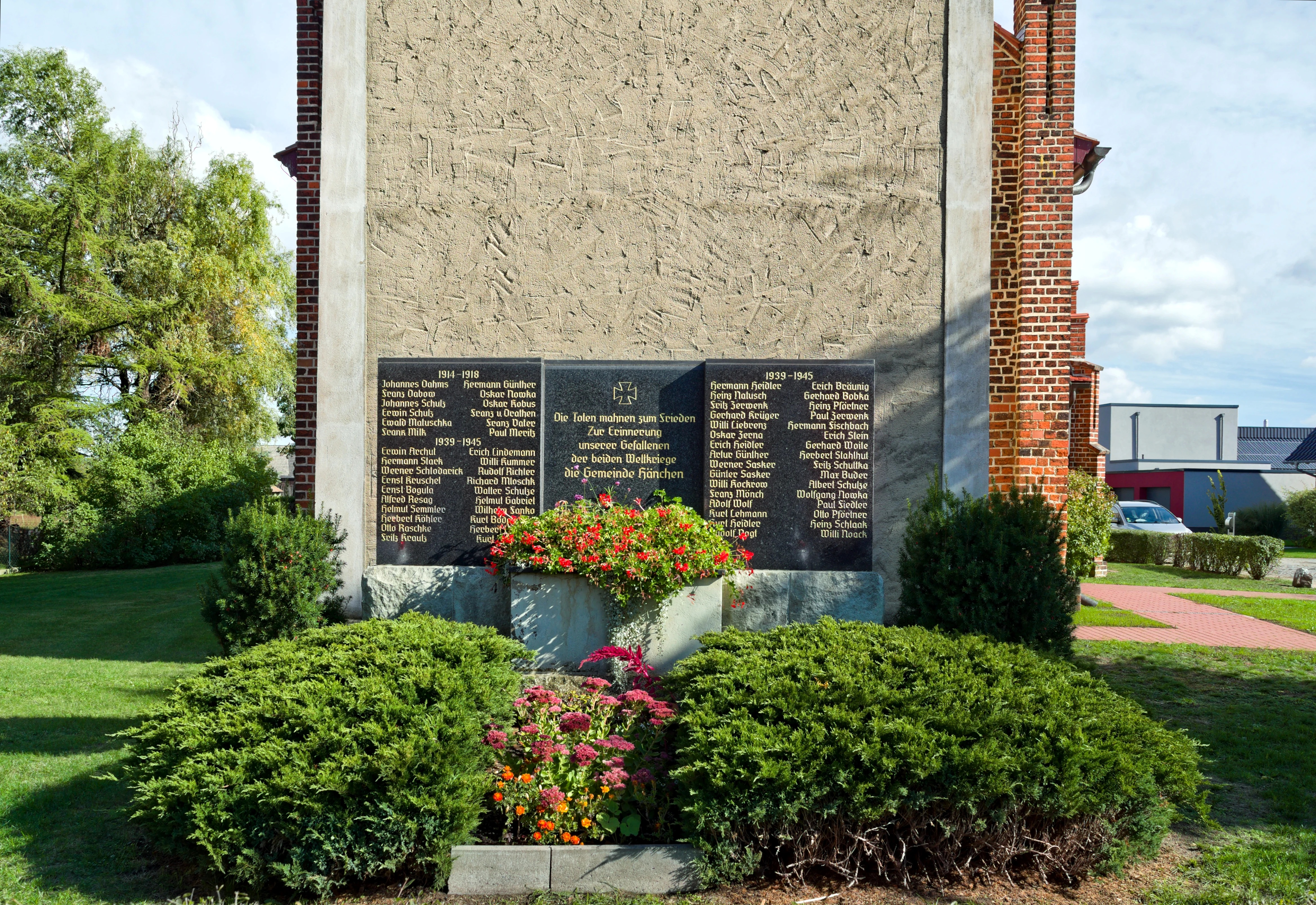
Das Kriegerdenkmal

Hänchen wurde im Jahr 1448 in Lehnbriefen erstmals urkundlich erwähnt. Der Ortsname hatte früher andere Schreibweisen, unter anderem Heynchen, Henichen und Heinichen. Er stammt aus dem Sorbischen und beschreibt die Lage des Ortes an einem Hain, einem von einem Laubwald umgebenen Ort.
Hänchen gehörte früher zur Herrschaft Cottbus und war somit Teil einer Exklave der Mark Brandenburg innerhalb der böhmischen bzw. ab 1635 sächsischen Niederlausitz. Im Jahr 1625 kam es nach einem Blitzschlag zu einem Großbrand, bei dem fast das gesamte Dorf zerstört wurde. Im Jahr 1807 kam Hänchen durch den Frieden von Tilsit an das Königreich Sachsen. Der Statistiker Friedrich Wilhelm August Bratring verzeichnete im Jahr 1809 für Hänchen 196 Einwohner in 33 Feuerstellen, es waren 20 Kossäten und drei Büdner sowie eine Schmiede und eine Ziegelei im Ort. Nachdem acht Jahre nach dem Tilsiter Frieden auf dem Wiener Kongress die Teilung des Königreiches Sachsen beschlossen wurde, war Hänchen wieder preußisch. Der Ort gehörte zum Regierungsbezirk Frankfurt in der Provinz Brandenburg und wurde bei der Gebietsreform 1816 dem Kreis Cottbus zugeordnet. Anfang der 1840er Jahre hatte Hänchen 251 Einwohner in 36 Wohngebäuden und ein Rittergut.
Das Gut Hänchen wurde 1864 in die drei einzelnen Rittergüter Annahof, Hänchen und Weinberg geteilt. In diesem Jahr hatte Hänchen 250 Einwohner und für das Schäfereivorwerk Annahof waren 33 Einwohner verzeichnet. Im Jahr 1867 wurde die heutige Dorfkirche Hänchen gebaut. Bei der Volkszählung am 1. Dezember 1871 hatte die Landgemeinde Hänchen 142 Einwohner, davon waren 62 Männer und 80 Frauen; 32 Einwohner waren Kinder unter zehn Jahren. Zur Gemeinde gehörte ein Bahnwärterhaus. Im Gutsbezirk Hänchen lebten bei der Volkszählung 156 Einwohner, davon 71 Männer und 85 Frauen sowie 38 Kinder unter zehn Jahren. Im Gutsbezirk verteilten sich die Einwohner auf den Gutsanteil des Dorfes Hänchen mit 34, den Gutshof Hänchen mit 24, die Gutshöfe Annahof und Weinberg mit 39 bzw. 25 Einwohnern und die Einzelsiedlungen Ziegelei mit 17, Feldschenke mit sieben, Einzelhäuser an der Drebkauer Chaussee mit sechs und Torfstich bei Hänchen mit vier Einwohnern.
Lange Zeit war Hänchen ein sorbischsprachiges Dorf. Laut Arnošt Muka hatte der Ort im Jahr 1880 insgesamt 321 Einwohner, von denen 301 Sorben und 20 Deutsche waren. Bis zum Tod des Pfarrers Bĕtkaŕ im Jahr 1882 wurde in der Dorfkirche Hänchen in sorbischer Sprache gepredigt. 1886 wurde der Kreis Cottbus in Landkreis Cottbus umbenannt. Anfang des 20. Jahrhunderts gab es im Gebiet der heutigen Gemarkung von Hänchen drei Ziegeleien. Am 1. Dezember 1910 hatte die Landgemeinde Hänchen 144 und der Gutsbezirk Hänchen 151 Einwohner. Ab 1909 wurden Hänchen und die Nachbarorte an das Stromnetz angeschlossen, im Jahr 1912 die Straßen im Ort befestigt. Der Gutsbezirk am 1. Juli 1920, und somit bereits vor der Auflösung der preußischen Gutsbezirke im Jahr 1928, in die Landgemeinde eingegliedert. Ab 1930 wurde in Hänchen ein neues Schulgebäude errichtet, das im folgenden Jahr eingeweiht werden konnte. Zwei weitere Jahre später wurde mit der Anlage der sogenannten „Neuen Siedlung“ begonnen.
Gegen Ende des Zweiten Weltkrieges wurde Hänchen am 22. April 1945 von der Roten Armee eingenommen, die Dorfkirche brannte bei den Kampfhandlungen nieder. Nach Kriegsende gehörte Hänchen zur Sowjetischen Besatzungszone und ab 1949 zur DDR. Die Kirche wurde ab 1950 wieder aufgebaut und seit 1951 wieder für Gottesdienste genutzt. Bei der Kreisreform am 25. Juli 1952 wurde Hänchen dem Kreis Cottbus (ab 1954 Kreis Cottbus-Land) im Bezirk Cottbus zugeordnet. Ernst Tschernik zählte im Jahr 1956 einen sorbischsprachigen Bevölkerungsanteil von nur noch 2,5 %. Im Jahr 1958 schlossen sich die Bauern des Ortes in der Landwirtschaftlichen Produktionsgenossenschaft vom Typ III „Neuer Weg“ zusammen. Nach dem Schuljahr 1971/72 wurde die Schule in Hänchen geschlossen, die Kinder des Dorfes besuchten fortan die Polytechnische Oberschule in Groß Gaglow, wofür eine Schulbusverbindung eingerichtet wurde. Die ehemalige Dorfschule wurde zu einer Konsum-Verkaufsstelle umgebaut.

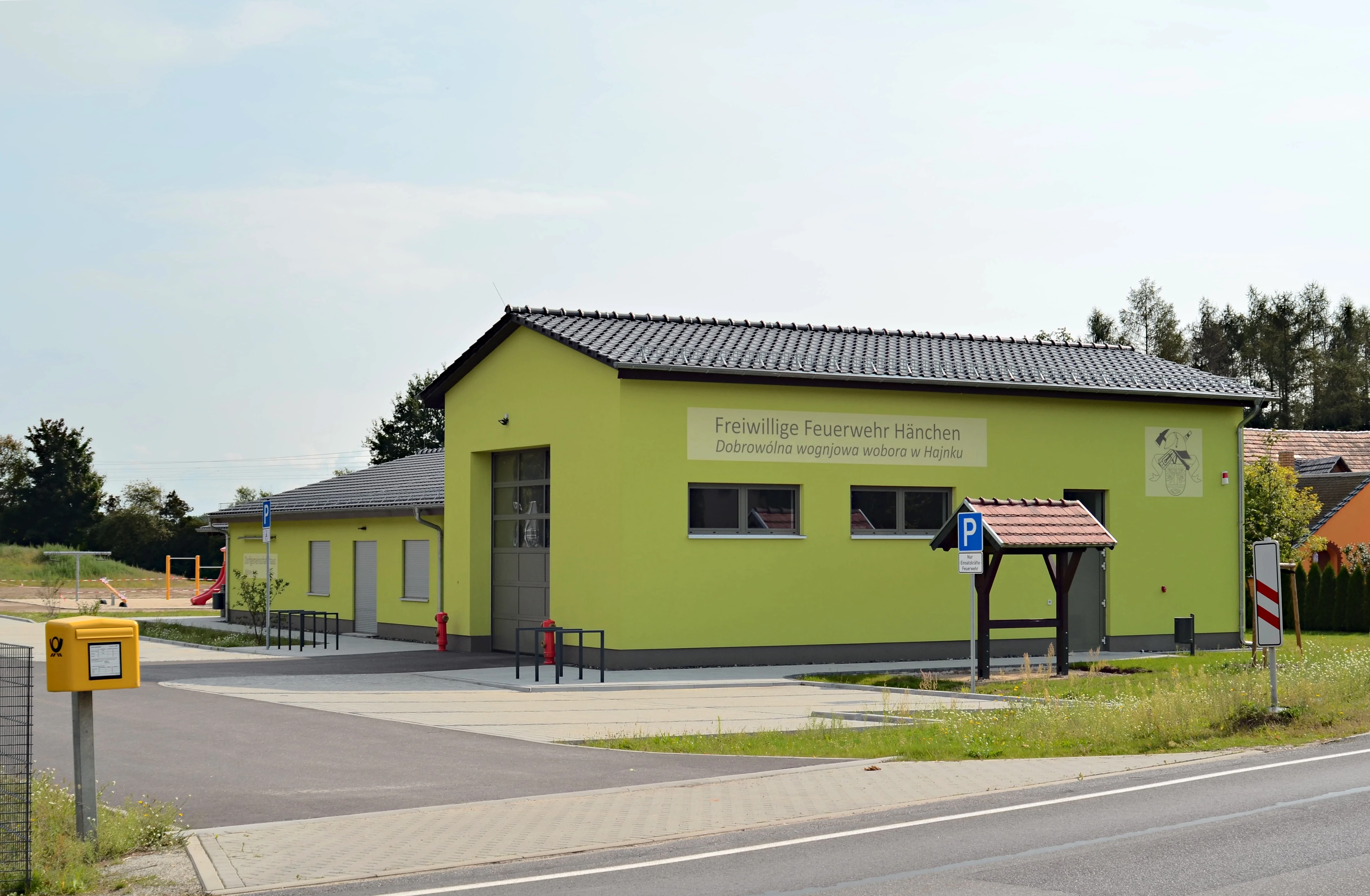
Dorfgemeinschaftshaus und Freiwillige Feuerwehr

Nach der Wiedervereinigung lag die Gemeinde zunächst im Landkreis Cottbus in Brandenburg. Bei der Gebietsreform vom 6. Dezember 1993 ging dieser im neuen Landkreis Spree-Neiße auf, am gleichen Tag fusionierte Hänchen mit neun weiteren Gemeinden zu der neuen Großgemeinde Kolkwitz.

## Bevölkerungsentwicklung
| Jahr | Einwohner |
| ---- | --------- |
| 1875 | 299       |
| 1890 | 333       |
| 1910 | 296       |

| Jahr | Einwohner |
| ---- | --------- |
| 1925 | 373       |
| 1933 | 449       |
| 1939 | 702       |

| Jahr | Einwohner |
| ---- | --------- |
| 1946 | 905       |
| 1950 | 857       |
| 1964 | 708       |

| Jahr | Einwohner |
| ---- | --------- |
| 1971 | 674       |
| 1981 | 519       |
| 1985 | 590       |

| Jahr | Einwohner |
| ---- | --------- |
| 1989 | 479       |
| 1992 | 458       |

Gebietsstand des jeweiligen Jahres

## Denkmale

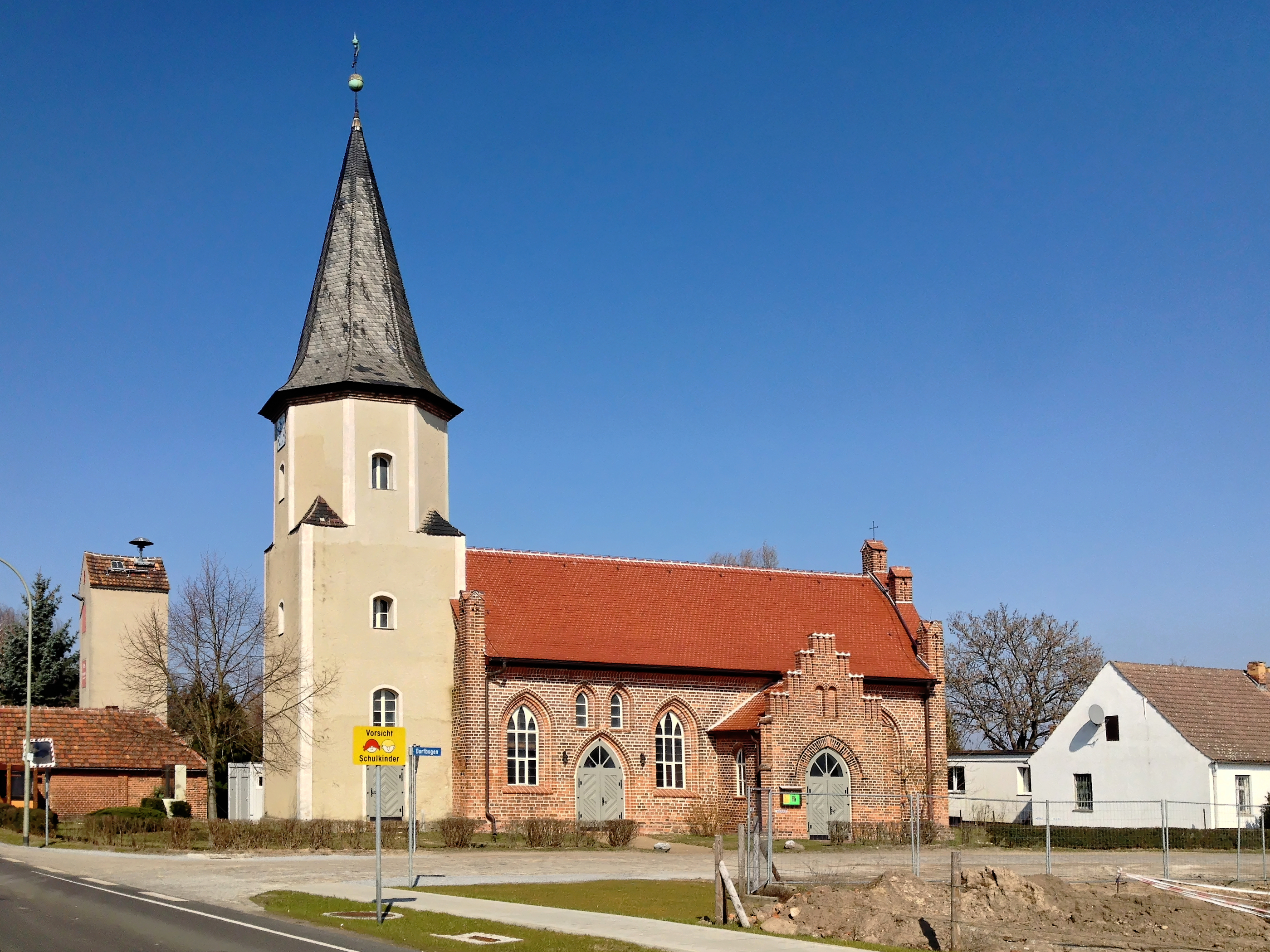
Dorfkirche Hänchen

In der Denkmalliste des Landes Brandenburg ist für Hänchen ein Baudenkmal und dreizehn Bodendenkmale verzeichnet.
- Die heutige Dorfkirche Hänchen wurde im Jahr 1867 im neugotischen Stil errichtet. Der Vorgängerbau aus dem 14. Jahrhundert wurde abgerissen, lediglich der 1743 angebaute Turm stammt von dieser Kirche. Im April 1945 brannte die Kirche nieder, 1951 wurde sie wieder eingeweiht. Ab 2013 wurde das Dach saniert.

## Kultur, Einrichtungen und Vereine

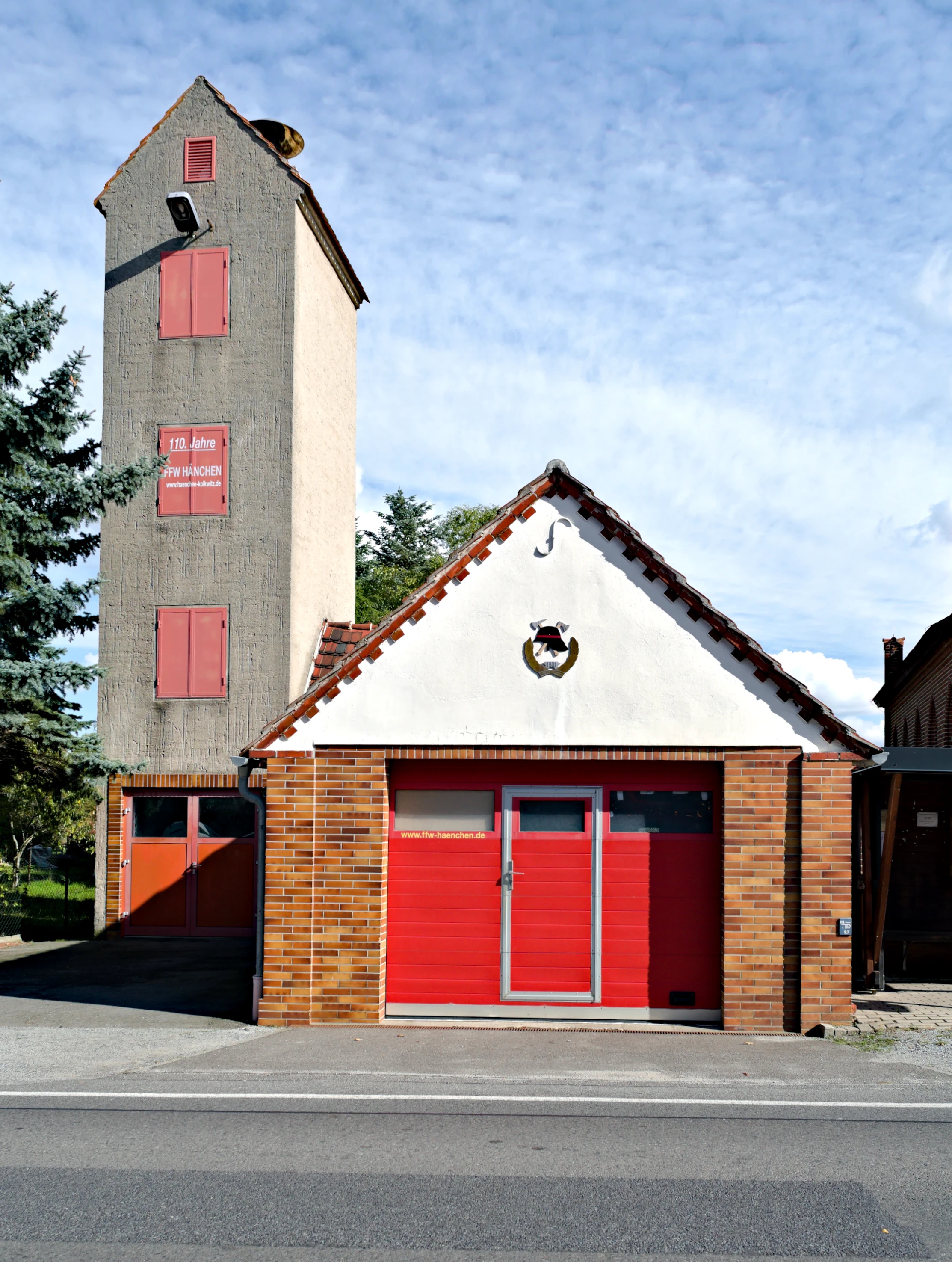
Altes Spritzenhaus der Freiwilligen Feuerwehr

Die Freiwillige Feuerwehr in Hänchen wurde im Jahr 1901 mit 22 Mitgliedern gegründet. Das alte Spritzenhaus neben der Dorfkirche wurde in den 1920er-Jahren gebaut und zwischen 1962 und 1965 um einen Schlauchturm erweitert. Das neue Dorfgemeinschafts- und Feuerwehrhaus wurde im Sommer 2021 eingeweiht. Zur Freiwilligen Feuerwehr Hänchen gehörten auch eine Kinder- und Jugendfeuerwehr. Im April 2022 gründete sich  ein Bürgerverein in Hänchen. In der Dorfgemeinschaft werden zudem Bräuche wie beispielsweise das Zampern gepflegt.
Zwischen Hänchen und Klein Gaglow im Gebiet des Ortsteils Hänchen liegt das Unterrichtsgebäude der 2022 neu gegründeten Gesamtschule Spree-Neiße mit gymnasialer Oberstufe. Das Schulgebäude wurde vor Beginn des Schuljahres 2024/25 am 31. August 2024 eingeweiht. Zum Einzugsbereich gehören neben der Gemeinde Kolkwitz die Städte Drebkau und Welzow sowie die Gemeinden Burg (Spreewald) und Neuhausen/Spree.

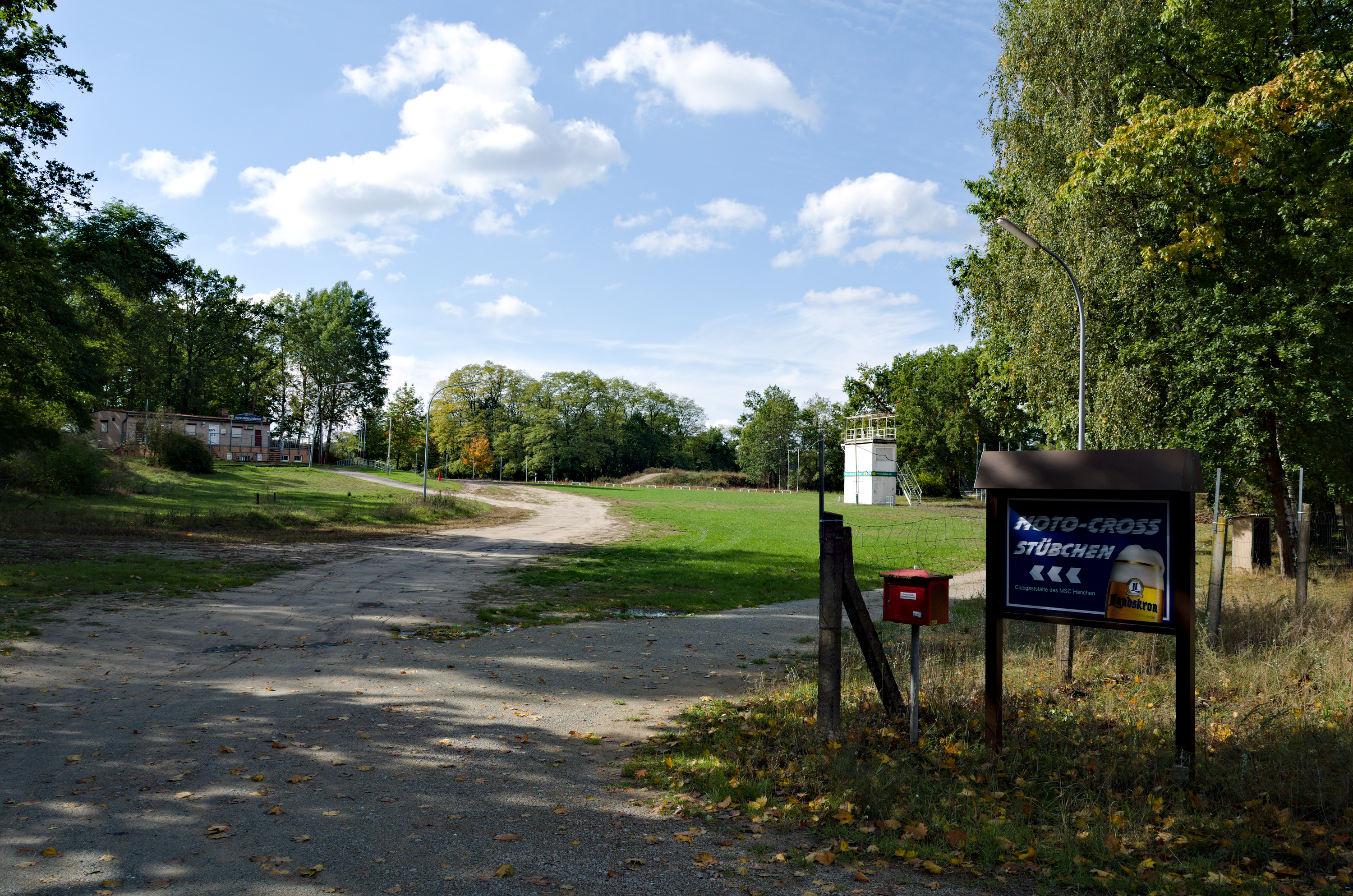
Motocrossstrecke des MSC Hänchen

Nördlich von Hänchen befindet sich die Motocrossstrecke des MSC Hänchen, die auch für überregionale und internationale Wettbewerbe genutzt wird. Auf der Strecke findet jährlich der „Mad Chicken Run“ statt.

## Persönlichkeiten
- Johann Georg Zwahr (1785–1844), evangelischer Pfarrer in Stradow bei Spremberg 1812–1844, Verfasser des ersten niedersorbisch-deutschen Wörterbuchs, geboren in Hänchen
- Max Pohlenz (1872–1962), klassischer Philologe, geboren in Hänchen
- Joochen Laabs (* 1937), Schriftsteller, aufgewachsen in Hänchen

## Nachweise
1. ↑  Zuzug sorgt seit vier Jahren für mehr Einwohner. Niederlausitz aktuell, 21. April 2022, abgerufen am 4. Mai 2024.
2. ↑  Ernst Eichler: Die Ortsnamen der Niederlausitz. Domowina-Verlag, Bautzen 1975, S. 56.
3. ↑  Friedrich Wilhelm August Bratring: Statistisch-topographische Beschreibung der gesammten Mark Brandenburg. Band 3: Die Neumark Brandenburg enthaltend. Berlin 1809, S. 347 (Online).
4. ↑  Topographisch-statistische Uebersicht des Regierungs-Bezirks Frankfurt a. d. O. Gustav Harnecker’s Buchhandlung, Frankfurt a. O. 1844, S. 40 (Online).
5. ↑  Hänchen. Gemeinde Kolkwitz, abgerufen am 14. November 2022.
6. ↑  Topographisch-statistisches Handbuch des Regierungs-Bezirks Frankfurt a. O. Verlag von Gustav Harnecker u. Co., Frankfurt a. O. 1867, S. 42 (Online).
7. ↑  Königliches Statistisches Bureau: Die Gemeinden und Gutsbezirke des Preußischen Staats und ihre Bevölkerung. Teil II: Provinz Brandenburg, Berlin 1873, S. 218f. (Online) und S. 222f. (Online).
8. ↑  Arnošt Muka: Statistik der Lausitzer Sorben. Deutsch von Robert Lorenz. Domowina-Verlag, Bautzen 2019, S. 102.
9. ↑  Einwohner am 1. Dezember 1910. Landkreis Cottbus. In: gemeindeverzeichnis.de, abgerufen am 24. Januar 2021.
10. ↑  Ludwig Elle: Sprachenpolitik in der Lausitz. Domowina-Verlag, Bautzen 1995.
11. ↑  Großgemeinde Kolkwitz: Wir machen Geschichte. Gemeinde Kolkwitz, abgerufen am 14. November 2022.
12. ↑  Historisches Gemeindeverzeichnis des Landes Brandenburg 1875 bis 2005. (PDF; 331 kB) Landkreis Spree-Neiße. Landesbetrieb für Datenverarbeitung und Statistik Land Brandenburg, Dezember 2006, abgerufen am 14. November 2022.
13. ↑  Geschichte der Hänchener Feuerwehr. Bürgerverein Hänchen, abgerufen am 14. November 2022.